# Santiago Botero

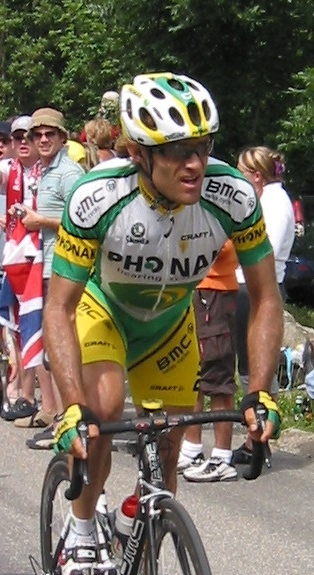
Santiago Botero bei der Tour de France 2005

Santiago Botero Echeverry (* 27. Oktober 1972 in Medellín) ist ein ehemaliger kolumbianischer Radrennfahrer.

## Karriere
Von 1996 bis 2002 fuhr Botero für das Kelme-Costa-Blanca-Team, für das er seine größten Erfolge erzielte. Wie die meisten seiner Teamkollegen galt Botero zunächst als Bergspezialist, seit 2002 trat er jedoch eher als starker Zeitfahrer auf. Bei der Tour de France 2000 gewann er erstmals eine Etappe, holte sich das Gepunktete Trikot  und belegte in der Gesamtwertung den fünften Platz. Zwei Jahre später erreichte er sogar den vierten Platz und schlug überraschend Lance Armstrong beim ersten Einzelzeitfahren der Tour de France 2002. In der Tour de France 2002 gewann er die Sonderwertung Souvenir Henri Desgrange. Insgesamt gewann er für Kelme drei Etappen der Tour de France.
Ebenfalls 2002 erlebte er seinen vielleicht größten Triumph, als er bei den Straßen-Weltmeisterschaften im belgischen Zolder Zeitfahrweltmeister wurde.
In den Jahren 2003 und 2004 fuhr Botero für das Team Telekom bzw. T-Mobile-Team. In beiden Jahren gelang es ihm entgegen den Erwartungen der Teamleitung nicht, an alte Erfolge anzuknüpfen, da er häufig von Erkältungen und vom Verletzungspech geplagt war. Nach seinem Wechsel zum Schweizer Team Phonak Hearing Systems im Jahr 2005 kehrte er in die Erfolgsspur zurück und konnte Anfang Mai des Jahres die Tour de Romandie – vor allem dank eines souveränen Sieges im abschließenden Zeitfahren – gewinnen. Bei der elften Etappe der Tour de France 2005 von Courchevel nach Briançon machte er einen starken Eindruck, als er zusammen mit Alexander Winokurow beim Berganstieg vor der Spitzengruppe um Lance Armstrong ausriss und nur durch den stärkeren Antritt des Kasachen beim Zielspurt auf den zweiten Platz kam. Im Jahr 2006 startet er bei der Clásica Alcobendas Anfang Mai in die Saison. Bei seinem ersten ProTour-Rennen Rennen in jenem Jahr, der Katalonien-Rundfahrt belegte er den zweiten Platz.
Wenig später wurde der Name von Santiago Botero im Zuge des spanischen Dopingskandals als einer der Kunden des Arztes Fuentes genannt. Phonak zog ihn deshalb sofort aus dem Team, das die Dauphiné Libéré hätte bestreiten sollen, zurück. Er wurde auch von seinem Team genauso wie Teamkollege Gutierrez für die Tour de France gesperrt. Anfang November wurde das Ermittlungsverfahren auf Grund von Mangel an Beweisen vom kolumbianischen Radsportverband eingestellt.
Wenige Wochen später unterschrieb Botero einen Vertrag beim kolumbianischen Team UNE-Orbitel einen neuen Vertrag, nachdem sich das Team Phonak zum Saisonende aufgelöst hatte. 2008 fuhr er für das US-amerikanische Continental-Team Rock Racing.
Im Juli 2010 beendete Botero seine Karriere als Radrennfahrer und wurde Manager des kolumbianischen UCI Continental Teams Gobernación de Antioquia.

## Erfolge
- 2002 Classique des Alpes
- 2002 Weltmeister – Einzelzeitfahren
- 2005 Tour de Romandie
- 2007 Gesamtwertung, Prolog und zwei Etappen Vuelta a Colombia
- 2007 Kolumbianischer Zeitfahrmeister
- 2008 eine Etappe Redlands Bicycle Classic (USA)
- 2008 eine Etappe Vuelta a Colombia
- 2009 Kolumbianischer Zeitfahrmeister
- 2009 eine Etappe Vuelta a Colombia
- drei Etappen Tour de France
- drei Etappen Vuelta a España

## Teams
- 1997–2002 Kelme
- 2003–2004 T-Mobile-Team
- 2005–2006 Phonak Hearing Systems
- 2007 UNE-Orbitel
- 2008 Rock Racing
- 2009 Orgullo Paisa
- 2010 Cundinamarca (bis 7. Juli)